# Хабарчиха
Хабарчиха — посёлок в Алапаевском районе Свердловской области, входящий в Махнёвское муниципальное образование. Административный центр и единственный населённый пункт Хабарчихинского сельского совета.

## География
Посёлок расположен по обоим берегам реки Хабарчихи, в 75 километрах к северу от города Алапаевска — административного центра района. Расстояние до Екатеринбурга — 198 километров.

### Часовой пояс
Хабарчиха, как и вся Свердловская область, находится в часовой зоне МСК+2. Смещение применяемого времени относительно UTC составляет +5:00.

## Население
| 2002 | 2010 |
| ---- | ---- |
| 480  | ↘269 |

## Инфраструктура
В Хабарчихе восемь улиц: Железнодорожная, Заречная, Лесная, Мира, Набережная, Октябрьская, Первомайская, Школьная; один переулок — Почтовый.